# 유엔 안전 보장 이사회 의장국
유엔 안전 보장 이사회 의장국(Presidency of the United Nations Security Council)은 유엔 안전 보장 이사회를 이끌 책임을 진다. 매월 15개 이사회 회원국을 순환하며 진행된다. 국가 대표단의 장은 유엔 안전보장이사회 의장으로 알려져 있다. 의장국직은 1946년 창설된 이후 매달 돌아가며 의회의 업무를 조정하고, 정책 논쟁을 결정하는 역할을 하며, 때로는 외교관이나 갈등 집단 사이의 중재자 역할도 한다.

## 기능
1981년 유엔 참관인인 시드니 D. 베일리는 UNSC의 역사를 세 시대로 나누었다. 1946년부터 1955년까지, 1956년부터 1965년까지, 그리고 1966년부터 1981년까지. 처음에는 의장들이 안보리와 상의하지 않고 스스로 주도적으로 행동하는 경우가 많았다. 두 번째 시대에 안보리는 "다그 함마르셸드에 맡겨라"라는 슬로건을 채택하면서 냉전과 관련된 업무에 덜 관여했다. 1966년부터 1981년까지 의장은 공식 회의를 열기 전에 비공식적으로 문제를 논의하기 시작했으며 전반적으로 효율성이 높아졌다.

## 같이 보기
- 유엔 총회 의장